# Riu Susitna
El riu Susitna (en anglès Susitna River, en ahtna Sasut Na’ , en dena'ina Susitnu) és un riu de 504 quilòmetres de llargada que es troba a la regió centre-sud de l'estat d'Alaska, als Estats Units. Se situa en la 15a posició entre els rius dels Estats Units per volum mitjà de descàrrega a la seva desembocadura. El riu neix a la glacera Susitna, als vessants del mont Hayes, i desemboca a la badia de Cook, a l'oceà Pacífic.

## Història
Els indis dena'ina l'anomenaven «riu sorrenc», i va ser publicat pel Departament d'hidrografia de Rússia amb el nom de «R(eka) Sushitna» en un mapa de 1847. El riu Susitna sembla haver estat explorat per primera vegada el 1834 per un crioll anomenat Malakov i el nom pot haver estat obtingut pels russos en aquell temps. La grafia actual del nom ha evolucionat per motius eufemístics.

## Descripció
El riu Susitna neix a la glacera Susitna, als vessants del mont Hayes, serralada d'Alaska i discorre generalment en direcció sud-oest cap a la vila de Curry, on gira cap al sud fins a desembocar a la badia de Cook a 39 km d'Anchorage. Els principals afluents són el Susitna Est, Susitna Oest o el riu Yentna. La seva conca hidrogràfica s'estén per uns 52.000 kilòmetres quadrats. És navegable 137 km riu amunt, des de la desembocadura fins a Talkeetna.
El Susitna, juntament amb el Matanuska, drenen l'àmplia vall Matanuska-Susitna al sud de la serralada d'Alaska
El riu Susitna és un dels principals cursos fluvials per a la pesca esportiva del centre sud d'Alaska, amb captures significatives de salmó chinook i salmó platejat i poblacions residents de graylings, lotes i truites arc de Sant Martí. Situat en una zona sense bones comunicacions, l'accés al riu és difícil i es fa, generalment, en vaixells de motor o hidroavions monomotor.
L'impacte de l'ús recreatiu estiuenc i els turistes han provocat la pèrdua de vegetació riberenca i l'erosió de les ribes del riu Deshka en la confluència amb el Susitna, que s'han solucionat, en part, amb diversos projectes de restauració.
Aproximadament entre mitjans d'octubre i mitjans de novembre el riu es congela i no és fins entre mitjans d'abril i mitjans de maig quan es trenca el gel.